# Studie II (Stockhausen)
Studie II ist eine einkanalige (Mono), elektronische Musikkomposition mit einer Länge von 3:20 Minuten von Karlheinz Stockhausen aus dem Jahr 1954 und bildet zusammen mit der Studie I sein Werk Nummer 3. Den Kompositionsauftrag gab der damalige NWDR, in dessen Studio für elektronische Musik Köln das Stück entstand. Die Uraufführung fand am 19. Oktober 1954 im Rahmen der Reihe Musik der Zeit, zusammen mit Studie I und Werken anderer Komponisten, in Köln statt.
Das Werk wurde bedeutsam, weil es ohne Verwendung von (elektronischen) Instrumenten, sondern aus reinen Sinustönen hergestellt wurde; hier erstmals eine vollständige kompositorische Kontrolle auch der Klangfarbe erreicht wurde; es auf allen musikalischen Ebenen seriell organisiert ist und es als erste Partitur elektronischer Musik publiziert wurde.

## Vorgeschichte
1952 studierte Stockhausen in Paris bei Olivier Messiaen. Auf Einladung von Pierre Schaeffer lernte er im „Studio für Konkrete Musik“ des französischen Rundfunks die Arbeit mit dem Tonband, einer damals noch jungen Technologie, kennen. In wochenlanger Arbeit mit „Schneiderei und Kleberei“ entstand sein Stück Etude. Dabei lernte er die Beherrschung von Zeitdauern durch Rechnung in Tonbandmetern kennen. Das Klangmaterial bestand aus Klängen verschieden präparierter, mit Eisen angeschlagenen tiefen Klaviersaiten.
In Abgrenzung zur Musique concrète nahm sich Stockhausen anschließend vor, „keine elektronischen Schallquellen zu benutzen, die bereits zusammengesetzte Schallspektren (Melochord, Trautonium) erzeugen, sondern nur Sinustöne eines Frequenzgenerators (‚reine’, obertonfreie Töne)“, also weder elektroakustische Instrumente noch andere vorgefundene Klänge verwenden. Sein Ideal war es, jeden Klang in allen Einzelheiten synthetisch zu erzeugen und damit selbst zu bestimmen: „Die bewußte musikalische Ordnung dringt bis in den mikroakustischen Bereich der Klangmaterie.“:S. 22
Er erprobte zunächst mit Studie I die Klangsynthese mit Sinustönen. Es trat aber ein ästhetisches Problem auf: „Anstatt einer Verschmelzung der Sinustöne zu neuen komplexeren Klängen erscheinen die einzelnen Sinuston-Komponenten separat hörbar und sind damit leicht identifizierbar. So entsteht statt einer neuen Klangqualität eher der Eindruck von aus Sinustönen gebildeten Akkorden. Zum anderen erhalten die einzelnen Sinustöne dank ihrer leichten Identifizierbarkeit eine eigene Klangqualität, etwa vergleichbar dem spezifischen Klang eines einfachen Musikinstruments irgendwo zwischen Flöte und speziellen Pfeifenorgel-Registern.“ Diesen Klangeindruck beschrieb Theodor W. Adorno: „Es hört sich an, als trüge man Webern auf einer Wurlitzerorgel vor.“
Um komplexere Klänge zu erhalten, dachte Stockhausen bei der Konzeption von Studie II zunächst an das Verfahren der Klanganalyse, nämlich der „Zerlegung des ‚weißen Rauschens’ in ‚farbiges Rauschen’“,:S. 22 dazu wären aber elektronische Filtersysteme nötig gewesen, die es damals nicht gab.

## Allgemeines
Kennzeichnend für das Werk ist – mit den Worten des Komponisten – ein Streben nach „Einheitlichkeit der Klangmaterie und ihrer Form“.:S. 22 Jeder Klang und jedes Geräusch lässt sich durch Fourier-Transformation als Überlagerung von Sinustönen darstellen. Sie können daher als die Elemente, als die kleinsten, nicht weiter reduzierbaren Teile der akustischen Erscheinungen aufgefasst werden. Das gleichzeitige Erklingen von Sinustönen ergibt Tongemische. Anders als die im August 1953 realisierte Studie I, wurden die Töne in Studie II zu „übergeordnete[n] Klangfarben“ gruppiert und verschmolzen. In diesem Sinne treten bei diesem Stück Formkriterien höherer Ordnung in den Vordergrund; Stockhausen spricht von „Reihenvariationen über ein Tongemisch“.:S. 44; dazu siehe Unterpunkt Ästhetik Das Werk ist der Seriellen Musik zuzuordnen, da nicht nur Tonhöhe und -dauer, sondern auch mathematisch aufschlüsselbare Details der Klangfarbe mittels Reihentechniken komponiert sind, die auch die Struktur (Form) des Stückes bestimmen: „Die technische Realisation hat es möglich gemacht, daß vom kleinsten Detail bis zur Gesamtform eine strenge, zugleich einheitliche und in sich hochdifferenzierte Zahlenstruktur wirksam ist.“
In die Komposition gehen die praktischen Erfahrungen ein, die Stockhausen bei der Realisation elektronischer Musik gemacht hatte: statt die Tongemische durch Übereinanderkopieren zu erstellen, was das Bandrauschen sehr stark werden lassen würde, benutzte er einen Hallraum, der die Sinustöne simultan vermischt. Damit „wollte Stockhausen wenigstens indirekt einem Klangergebnis näherkommen, das auf direktem Wege (mangels hinreichend differenzierter Filter) sich technisch nicht realisieren ließ: Die verhallten Tongemische mit ihren unterschiedlichen Intervallweiten sollten ähnlich klingen wie unterschiedlich breit gefilterte Rauschbänder.“ Hervorstechend sind die Schwebungen zwischen den Sinustönen im tiefen Frequenzbereich (unterhalb 200 Hz).
Weiteres wichtiges Gestaltungsmittel des Stückes ist der dynamische Verlauf der Klänge. Hüllkurven, die diesen Verlauf beschreiben, führen zu neuen klanglichen Strukturen, indem sie das Kommen und (ineinander über-)Gehen der einzelnen Klänge festlegen. Anders als in Studie I wurden somit dynamische Hüllkurven und Verhallungen Bestandteil der Komposition.
Es ist das erste Stück elektronischer Musik, von dem eine Partitur veröffentlicht wurde (bei der Universal Edition Wien). „Sie gibt dem Tontechniker alle für eine klangliche Realisation nötigen Daten und möge Musikern und Liebhabern als Studienpartitur dienen, vor allem in Verbindung mit der Musik“.:S. 37

## Material
Für dieses Stück führte Stockhausen eine 81-stufige äquidistante Tonhöhenskala ein, die bei 100 Hz beginnt und bis 17247 Hz reicht. Die Abstände zwischen den aufeinanderfolgenden Tonstufen beruhen alle auf dem Frequenzverhältnis {\displaystyle {\sqrt[{25}]{5}}} – mit andern Worten, das Intervall 5:1 (zwei Oktaven plus reine große Terz) wird in 25 gleiche Teile geteilt. Dies unterscheidet sich vom traditionellen temperierten Tonsystem, in dem eine Oktave aus zwölf Abschnitten besteht, der Abstand zweier Stufen also durch das Verhältnis {\displaystyle {\sqrt[{12}]{2}}:1} definiert ist. Die Intervalleinheit in Stockhausens Tonraster ist ca. 10 % größer als der temperierte Halbton des Zwölftonsystems.
Stockhausen produzierte Tongemische, die als „aus Tönen beliebiger Frequenzen zusammengesetzter Schall“ definiert sind. In diesem Fall waren die Frequenzen nicht beliebig, sondern nach seriellen Proportionen berechnet. Diese Tongemische bestehen aus je fünf Teiltönen (Sinustönen), die unterschiedlich weit im Spektrum der 81-stufigen Skala gespreizt sind, also verschieden große Intervalle bilden (nämlich 1-, 2-, 3-, 4- oder 5-mal {\displaystyle {\sqrt[{25}]{5}}}). Zum Beispiel:
- Tongemisch 1 – hier ist die Intervalleinheit mit 1 multipliziert – besteht aus den Tönen: 100 – 107 – 114 – 121 – 129 Hz.
- Tongemisch 6 – hier ist die Intervalleinheit mit 2 multipliziert – besteht aus den Tönen: 100 – 114 – 129 – 147 – 167 Hz.
- Tongemisch 11 – hier ist die Intervalleinheit mit 3 multipliziert – besteht aus den Tönen: 100 – 121 – 147 – 178 – 217 Hz.

Stockhausen erhält damit 193 verschiedene solcher Tongemische, die das Klangmaterial des Stückes bilden.
Die einzelnen Sinustöne wurden mit Geräten der Messtechnik – wie sie in der damaligen Rundfunktechnik gebräuchlich waren – erzeugt und auf Tonband aufgenommen. Stockhausen nahm zunächst die 5 Töne gleichen Intervallabstands, die er verwenden wollte, auf separate Bänder auf, schnitt sie dann in jeweils 4 cm lange Stücke und klebte diese aneinander, sodass er ein 20 cm langes Tonband erhielt, das er mit Weißband zu einer kleinen Endlosschleife machte. Bei einer Laufgeschwindigkeit von 76,2 cm/sek wurden die 5 Töne in einer Zeit von 0,26 Sekunden abgespielt und in einen Hallraum geleitet, wo sie sich vermischten; den resultierenden Klang nahm er auf ein weiteres Tonband auf. Diesen Arbeitsprozess wiederholte er, bis er die 193 Tongemische beieinander hatte.
Die fünf Sinustöne hatten dieselbe Lautstärke; die der Tongemische konnte dann auf einer 31-stufigen Intensitätsskala (zwischen 0 und −30 dB) variiert werden. Die Hüllkurven sind entweder steigend oder fallend ausgelegt, über die Prinzipien der Anordnung hat sich Stockhausen nicht geäußert.

## Ästhetik
Das allgemeine Problem elektronischer Kompositionen liegt im „untrennbaren Ineinanderwirken von detaillierter, 'mikroskopischer' Anordnung und übergeordneter 'makroskopischer' Formvorstellung.“:S. 58 In diesem Sinne muss sich die elektronische Musik einem „umfassend neu einsetzenden Systematisierungsprozess“:S. 59 stellen. Die Situation, in der sich die Musiker und Verfechter dieser „nie dagewesenen“ Musik befinden, bringt die Verantwortung mit sich, diese historische Aufgabe zu bewältigen, denn jene Entscheidung wird zeigen, „in welche Richtung sich der neu anzusetzende große Bogen spannt.“:S. 59
Stockhausen vertritt hier die Position, dass die Entwicklung der elektronischen Musik eine Fortführung der Musikgeschichte ist, entgegen der – nach seiner Ansicht – dilettantischen Meinung einiger Komponisten, die ihr Wesen auf Effekte wie der „Erweiterung des Klangraums“ oder der zunehmenden „Möglichkeiten für die Klangphantasie“ reduzieren. Mit Fortführung der Musikgeschichte ist nicht gemeint, konventionelle Formvorstellung zu übernehmen, sondern das Verhältnis von Einzelnem und Ganzem, von Element und Gestalt – wie man es schon seit Jahrhunderten der Musikgeschichte zu perfektionieren strebt – auf Mikro- und Makroebene bewusst zu formen. In Stockhausens Worten: „die einzelnen Größen sind jeweils Vielfache einer gemeinsamen kleinsten Einheit, sie sind miteinander verwandt. Wie nun aus einer Reihe ein gesamtes Werk wächst, wie in Gruppenreihen Töne zu Klängen, Klänge zu untergeordneten Formeinheiten, diese wieder zu übergeordneten Formeinheiten und diese endlich zur gesamten Werkeinheit komponiert werden, so dass das ganze Werk die Vergrößerung der ursprünglichen Reihe ist […] dieses Problem beschäftigt wohl zur Genüge jeden Komponisten.“:S. 60
Diese neue Sichtweise ist mustergültig in Studie II durchgeführt. Man könnte sie als Klangfarbenkomposition verstehen, da Stockhausen die „Unterscheidbarkeit verschiedener Töne“ zugunsten einer „übergeordneten Klangfarbe“ aufgibt, die wiederum Glied einer „übergeordneten Klangfarbenreihe“ ist.:S. 61 Die klangliche Gestalt von Studie II ist die Konsequenz solchen Strukturdenkens. Allerdings hat sich für den Terminus „Klangfarbenkomposition“ in den 1960er Jahren eine andere Bedeutung etabliert (vgl. Klangkomposition).

## Rezeption
Studie II war die allererste „Konzert-Vorführung der im Kölner Studio des NWDR entstandenen Kompositionen“. An diesem Abend hörte die Öffentlichkeit zum ersten Mal ein rein elektronisches Stück auf der Basis von Sinustönen. Entsprechend unvorhersehbar und neuartig war die Wirkung der Klänge und Geräusche und der damit verbundenen Kompositionsmethoden auf das Publikum.
Im weiteren Verlauf wurde Studie II nicht nur zu einem Meilenstein in Stockhausens frühem Schaffen, sondern in der Geschichte der Elektronischen Musik überhaupt. In seinem Gesang der Jünglinge verwendete er neben der elektronischen Klängen auch Stimmklänge; später baute er auf Gottfried Michael Koenigs Verfahren der „transformierenden Vereinheitlichung des ursprünglich Verschiedenartigen“ auf, als er auch (im Orchesterstück Mixtur sowie in den instrumentalen bzw. vokalen Ensemblestücken Mikrophonie I und Mikrophonie II) auch live gespielte Klänge oder (in der Tonbandkomposition Telemusik) Aufnahmen traditionell erzeugter Musik in die Ringmodulation einbezog.

## Veröffentlichungen
Studie II wurde zunächst mit anderen elektronischen Kompositionen von der Deutschen Grammophon auf Schallplatte veröffentlicht (DG 16133); innerhalb der CD-Gesamtausgabe des Stockhausen-Verlags ist sie mit der Studie I, dem Gesang der Jünglinge, Kontakte (elektronische Version) und Etude auf CD 3 enthalten. Das Werk ist auch auf der Sammlung „Musikkunde in Beispielen“ (DG 136322) und auf einer Begleit-CD des Buchs „Musik der Zeit 1951–2001“ (Wolke-Verlag Hofheim) enthalten.